# Gizem Denizci
Gizem Denizci (* 29. August 1988 in Bilecik) ist eine türkische Schauspielerin.

## Biografie
Gizem Denizci wurde am 29. August 1988 in Bilecik geboren. Sie studierte an der Marmara-Universität. Ihr Debüt gab sie 2009 in der Fernsehserie Adanalı. Im selben Jahr trat sie in dem Film Kolpaçino: Bir Şehir Efsanesi auf. Von 2011 bis 2012 war sie in der Serie Lale Devri zu sehen. Unter anderem trat sie in Geniş Aile auf.
Anschließend setzte Denizci 2013 ihre Karriere in der Serie Güzel Çirkin fort. Außerdem bekam sie 2016 eine Rolle in Aşk Yeniden. Zwischen 2016 und 2017 spielte Denizci in Kiralık Aşk mit. 2021 bekam sie in der Serie Yasak Elma eine Nebenrolle.

## Filmografie
Filme
- 2009: Kolpaçino: Bir Şehir Efsanesi
- 2012: Evim Sensin
- 2015: Nefesim Kesilene Kadar
- 2015: Aşk Olsun
- 2016: Ankara Yazı Veda Mektubu
- 2016: Koyverdin Gitti Beni
- 2019: Kapan

Serien
- 2009: Adanalı
- 2011: Yalancı Bahar
- 2011: Geniş Aile
- 2011–2012: Lale Devri
- 2012: İki Yaka Bir İsmail
- 2013: Güzel Çirkin
- 2014–2015: Kaçak
- 2015: Sen Benimsin
- 2016: Aşk Yeniden
- 2016–2017: Kiralık Aşk
- 2018: Masum Değiliz
- 2018: Kalbimin Sultanı
- 2021: Yasak Elma